# سیارک ۴۵۳۱
سیارک ۴۵۳۱ (به انگلیسی: 4531 Asaro، نامگذاری:1985FC) چهار هزار و پانصد و سی و یکمین سیارک کشف شده‌است که در ۲۰ مارس ۱۹۸۵ کشف شد.
قدر مطلق سیارک برابر ۱۴٫۹۰ است.